# Григорій Сапіга
Григорій Іванович Сапіга (бл. 1560 — 1600) — державний діяч Великого князівства Литовського.
Молодший брат Великого канцлера Литви Лева Сапіги.
Посідав уряд оршанського камергера[джерело?] (з 1585 року).

## Родина
Він походив із лінії Череїв родини магнатів Сапегів, син Івана та княгині Богдани Друцьк-Коноплі.
Окрім канцлера Лева Сапіги, у нього був брат Андрій.
Він одружився до 1585 року із Софією Стравінською (померла до 1611 року), донька Вітебського каштеляна Мартина Стравінського. У шлюбі народились діти:
- Олександр Дажбог (1585—1635), бурмистр Орші;
- Криштоф Стефан (1590—1627), великий литовський писар.